# Dakša

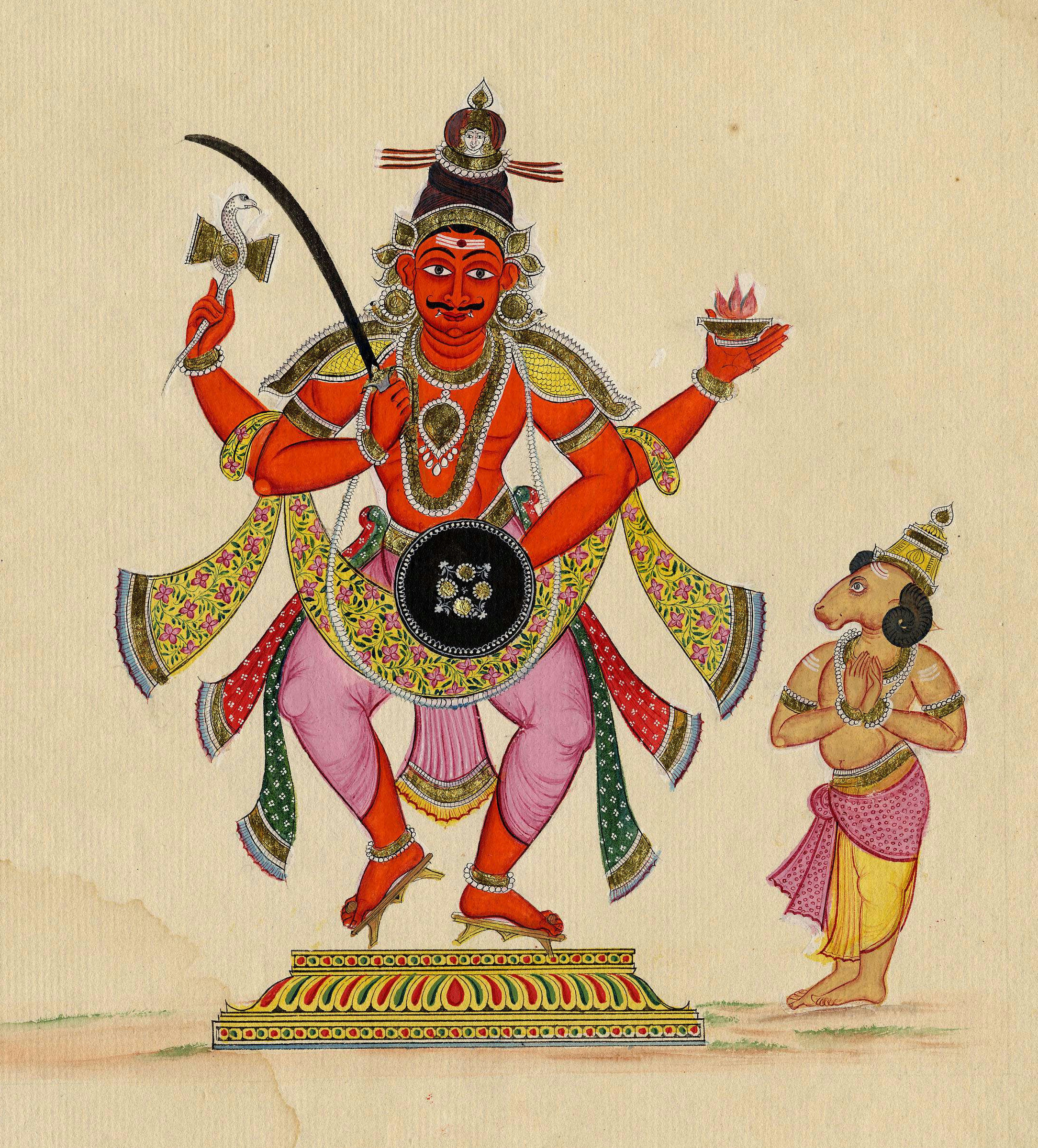
Dakša s beraní hlavou po boku Šivy Virabhádry.

Dakša je hinduistický bůh nejasné funkce, jehož jméno lze vykládat jako „šikula, zručný, výkonný, schopnost“. Podle rgvédského hymnu 10.72 je Dakša synem i otcem Aditi a tato dvě božstva lze chápat jako mužský a ženský prvek při stvoření, i jinde je Dakša řazen mezi Áditje, syny Aditi. Za dceru Dakšy byly označovány i matky démonických asurů a dánavů zvané Diti a Danu. Někdy je ztotožňován s Purušou, prvotní bytostí z které byl stvořen vesmír. Podle Matsja purány je Dakša mudrcem, kterého stvořil mezi jinými Brahmá díky přísné askezi ze svého pravého palce.
Jaan Puhvel jej srovnává s řeckým Porem, který byl básníkem Alkmánem označen za nejstaršího z bohů. jehož jméno vykládá stejným způsobem. Také srovnává motiv otcovství a synovství Aditi s římským podáním kde je Fortuna označována za dceru Jupitera, ale zároveň mohla být chápána jako jeho matka.
Dakša je také obětníkem bohů při události zvané dakša jajna – Dakšova oběť, o které vypráví mýtus o urážce Šivy, známý například z Mahábháraty či Váju purány. Tento příběh může odrážet rodicí se hinduismus a konflikt týkající se rozdílů mezi božstvy védského panteonu reprezentovaných Dakšou a božstvy, která nově získávala na oblibě reprezentovanými Šivou. V jedné z verzí je hlavním aktérem Satí, jedna z devíti Dakšových dcer a manželka Šivy, podle které její otec neschvaloval její volbu manžela, kterého nesnášel.
Podle jiného mýtu z Mahábháraty měl Dakša sedmadvacet dcer, které všechny provdal za měsíčního boha Čandru. Čandra ze všech svých manželek se věnoval té nejkrásnější jménem Róhíní a tak byl Dakšou na žádost svých zbylých dcer proklet. Prokletí měsíčního boha pak postihlo i rostlinstvo, kterému dával sílu, a s tím i zvířata a lidi. Dakša nakonec svou kletbu oslabil, pod podmínkou, že se Čandra bude věnovat všem svým manželkám, a Měsíc tak ztrácí sílu pouze polovinu svého cyklu.